# Хоэнберг (Нижняя Австрия)
Хоэнберг (нем. Hohenberg (Niederösterreich)) — ярмарочная коммуна (нем. Marktgemeinde) в Австрии, в федеральной земле Нижняя Австрия. 
Входит в состав округа Лилинфельд.  Население составляет 1585 человек (на 31 декабря 2005 года). Занимает площадь 56,62 км². Официальный код  —  31404.

## Политическая ситуация
Бургомистр коммуны — Хайнрих Пройс по результатам выборов 2005 года.
Совет представителей коммуны (нем. Gemeinderat) состоит из 19 мест.
- СДПА занимает 14 мест.
- АНП занимает 5 мест.